# Luncarty
Luncarty (Longartaidh in lingua gaelica scozzese) è una località della Scozia, situata nell'area di consiglio di Perth e Kinross.